# Inflammation
Inflammation (av latinets inflammatio, brand) är i vid bemärkelse kroppens försvar mot skadevållande faktorer. Det är en del av den komplexa reaktion från blodet som uppkommer då kringliggande vävnader utsätts för skada. Skadan kan komma från främmande organismer som trängt in i vävnaden, mekaniska eller skador på cellerna eller irriterande ämnen. Inflammationen är organismens ansträngning att ta bort de störande faktorerna och påbörja läkningsprocessen. Begreppet inflammation innebär inte i sig att det förekommer en infektion men det är vanligt att infektioner sätter igång inflammationer.    

## Orsak och beskrivning
Inflammation är en respons på infektion eller irritation som sedan antiken beskrivits med fem karakteristika: rodnad (rubor), svullnad (tumor), smärta (dolor), lokal värmeökning (calor) och nedsatt funktion (functio laesa). Rodnaden och värmen orsakas av ökat blodflöde till det inflammerade området. Blodkärlen är dilaterade och dess väggar mer genomsläppliga än vanligt, så att det sker en transport av vätska från blodet till de omgivande vävnaderna. Detta leder till ett lokalt ödem, svullnad. Smärtan orsakas av att olika kemiska substanser, som antingen frisatts av döda celler eller vita blodkroppar, retar nerver som därmed skickar smärt-signaler till hjärnan (ett av dessa ämnen är bradykinin som frisätts som en del av koagulationsförloppen då ett blodkärl går sönder).
Inflammation kan delas upp i akut inflammation och kronisk inflammation. Den akuta inflammationen föregår den kroniska inflammationen, men en akut inflammation behöver inte utvecklas till en kronisk inflammation. Exempelvis infektion inducerar akut inflammation som primärt medieras av fagocyterande celler (makrofager och granulocyter), medan den kroniska inflammationen medieras av lymfocyter. Många patologiska tillstånd är associerade till kronisk inflammation, exempelvis MS och reumatism.
De vita blodkropparna (leukocyterna) har en viktig roll i inflammation, De vandrar ut från kapillärerna till vävnaden och fortsätter sitt arbete att genom fagocytos äta upp bakterier och lämningar av döda celler. De hjälper till att avgränsa en infektion och hejda dess spridning. 
Inflammation är en försvarsreaktion som något kan liknas vid brända jordens taktik. Den inflammerade vävnaden tar skada. När inflammationen klingar av repareras vävnaden. Beroende på grad och typ av inflammation repareras vävnaden fullständigt eller delvis. I mindre inflammationer i huden klarar vävnaden av att regenerera fullständigt medan reparation i nervvävnad är mer begränsad. Om skadan inte kan läkas helt ersätts den med ärrvävnad.